# Panicum diffusum
Panicum diffusum är en gräsart som beskrevs av Olof Swartz. Panicum diffusum ingår i släktet vipphirser, och familjen gräs. Inga underarter finns listade i Catalogue of Life.